# Zaleszany (gemeente)
De gemeente Zaleszany is een landgemeente in het Poolse woiwodschap Subkarpaten, in powiat Stalowowolski.
De zetel van de gemeente is in Zaleszany.
Op 30 juni 2005, telde de gemeente 10 788 inwoners.

## Oppervlakte gegevens
In 2002 bedroeg de totale oppervlakte van gemeente Zaleszany 87,31 km², waarvan:
- agrarisch gebied: 73%
- bossen: 15%

De gemeente beslaat 10,48% van de totale oppervlakte van de powiat.

## Demografie
Stand op 30 juni 2004:
| Omschrijving                   | Totaal | Totaal | Vrouwen | Vrouwen | Mannen | Mannen |
| ------------------------------ | ------ | ------ | ------- | ------- | ------ | ------ |
| eenheid                        | aantal | %      | aantal  | %       | aantal | %      |
| inwoners                       | 10 608 | 100    | 5324    | 50,2    | 5284   | 49,8   |
| bevolkingsdichtheid (inw./km²) | 121,5  | 121,5  | 61      | 61      | 60,5   | 60,5   |

In 2002 bedroeg het gemiddelde inkomen per inwoner 1263,53 zł.

## Administratieve plaatsen (sołectwo)
Agatówka, Dzierdziówka, Kępie Zaleszańskie, Kotowa Wola, Majdan Zbydniowski, Motycze Szlacheckie, Obojnia, Pilchów, Skowierzyn, Turbia, Wólka Turebska, Zaleszany, Zbydniów.

## Overige plaatsen
Kąt, Ostrówek Duży, Ostrówek Mały, Ruska Wieś, Zajeziorze.

## Aangrenzende gemeenten
Gorzyce, Grębów, Radomyśl nad Sanem, Stalowa Wola